# Truffault
Die Société des Automobiles Truffault war ein französischer Hersteller von Automobilen.

## Unternehmensgeschichte
Das Unternehmen aus Paris begann 1907 mit der Produktion von Automobilen. Der Markenname lautete Truffault. Laut einer Quelle erhielt das Unternehmen eine Lizenz von Usines Pipe. 1908 endete die Produktion.

## Fahrzeuge
Das einzige Modell war ein Kleinwagen. Für den Antrieb sorgte ein Einzylindermotor, möglicherweise von De Dion-Bouton. Ein Einzylinder-Motor der Firma Aster hatte einen Hubraum von 1039 cm³ mit 105 mm Bohrung und 120 mm Hub. Der Preis für das Chassis lag bei 2950 Franc. Die Motorleistung wurde mittels Riemen auf die Antriebsachse übertragen. Der Truffault 7 CV hatte einen Zweizylindermotor der Firma H. Deckert mit V Anordnung. Das Fahrzeug wog 250 kg. Die Höchstgeschwindigkeit lag bei 45 km/h.  Die Fahrzeuge starteten 1907 und 1908 bei den Autorennen Coupe des Voiturettes.